# Habib Maïga
Habib Digbo G'nampa Maïga (ur. 1 stycznia 1996 w Gagnoi) – iworyjski piłkarz grający na pozycji defensywnego pomocnika. Od 2018 jest zawodnikiem klubu FC Metz.

## Kariera klubowa
Swoją piłkarską karierę Maïga rozpoczął w klubie SC Gagnoa. W sezonie 2013/2014 zadebiutował w jego barwach w pierwszej lidze iworyjskiej. W 2014 roku odszedł do AS Saint-Étienne. Początkowo grał w jego rezerwach, a w 2017 stał się członkiem pierwszego zespołu. 5 maja 2017 zadebiutował w nim w Ligue 1 w zremisowanym 2:2 domowym meczu z Girondins Bordeaux.
W lutym 2018 Maïga został wypożyczony z Saint-Étienne do Arsienału Tuła. 4 marca 2018 zaliczył w nim debiut w zwycięskim 1:0 domowym meczu z Achmatem Grozny i był to jego jedyny rozegrany ligowy mecz w barwach Arsienału.
W lipcu 2018 Maïga trafił na wypożyczenie do FC Metz. Swój debiut w nim zanotował 19 października 2018 w wygranym 3:0 domowym spotkaniu z Chamois Niortais FC. W sezonie 2018/2019 wygrał z Metz rozgrywki Ligue 2 i wywalczył awans do Ligue 1. W lipcu 2019 został przez Metz wykupiony za kwotę miliona euro.
| Sezon   | Klub               | Kraj                     | Rozgrywki     | Mecze | Gole |
| ------- | ------------------ | ------------------------ | ------------- | ----- | ---- |
| 2013/14 | SC Gagnoa          | Wybrzeże Kości Słoniowej | Ligue 1 MTN   | ?     | ?    |
| 2014/15 | AS Saint-Étienne B | Francja                  | CFA           | 6     | 0    |
| 2015/16 | AS Saint-Étienne B | Francja                  | CFA 2         | 0     | 0    |
| 2016/17 | AS Saint-Étienne   | Francja                  | Ligue 1       | 5     | 0    |
| 2016/17 | AS Saint-Étienne B | Francja                  | CFA 2         | 9     | 0    |
| 2017/18 | AS Saint-Étienne   | Francja                  | Ligue 1       | 13    | 1    |
| 2017/18 | Arsienał Tuła      | Rosja                    | Priemjer-Liga | 1     | 0    |
| 2018/19 | FC Metz            | Francja                  | Ligue 2       | 16    | 2    |
| 2019/20 | FC Metz            | Francja                  | Ligue 1       | 26    | 1    |
| 2020/21 | FC Metz            | Francja                  | Ligue 1       | 31    | 1    |
| 2021/22 | FC Metz            | Francja                  | Ligue 1       | 17    | 2    |

## Kariera reprezentacyjna
W reprezentacji Wybrzeża Kości Słoniowej Maïga zadebiutował 6 września 2019 w przegranym 1:2 towarzyskim meczu z Beninem, rozegranym w Caen. W 2022 roku został powołany do kadry na Puchar Narodów Afryki 2021. Na tym turnieju rozegrał dwa mecze grupowe: z Gwineą Równikową (1:0) i z Algierią (3:1).